# Белене
Бе́лене (болг. Белене) — город в Болгарии. Находится в Плевенской области, входит в общину Белене. Население составляет 7189 человек (2022).

## История
В 1987 году в 3 км от города началось строительство АЭС Белене, но в 1990 году работы были прекращены.

## Политическая ситуация
Кмет (мэр) общины Белене — Петыр Илиев Дулев (Болгарская социалистическая партия (БСП)) по результатам выборов.